# Hollie Andrew
Hollie Andrew (* 20. Jahrhundert in Adelaide, South Australia) ist eine australische Schauspielerin.

## Leben
Hollie Andrew stammt aus der südaustralischen Metropole Adelaide, wo sie ihre schauspielerische Ausbildung in Drama an der Flinders University begann. Danach ging sie nach Perth an die Western Australian Academy of Performing Arts, die sie 2002 mit dem Bachelor of Arts (Musical Theatre) abschloss. Ihre Rolle der Bianca in dem international erfolgreichen australischen Film Somersault – Wie Parfum in der Luft neben Hauptdarstellern Abbie Cornish und Sam Worthington machte sie bekannt. Sie wirkte seitdem fast ausschließlich in australischen Fernsehserien mit. Seit 2008 ist sie vermehrt als Theater- und Musicalschauspielerin tätig.
In dem Kurzfilm The Next Big Thing betätigte sich Hollie Andrew 2012 erstmals als Regisseurin und Drehbuchautorin.
Hollie Andrew arbeitete bis zu ihrem Erfolg in Somersault bei Dendy Cinemas in Sydney. Danach stieg sie als Teilhaberin in einem benachbarten Kostümverleih namens „Snog the Frog“ ein, der für seine Maskenkostüme in Sydney bekannt ist.

## Filmografie
- 2004: Somersault – Wie Parfum in der Luft (Somersault)
- 2004: All Saints (Fernsehserie, 1 Episode)
- 2005–2006: Supernova (Fernsehserie, 12 Episoden)
- 2008: Double the Fist (Fernsehserie, 8 Episoden)
- 2009: Double Take (Fernsehserie, 11 Episoden)
- 2012: Underbelly: Badness (Fernsehserie, 3 Episoden)
- 2013: Tallest Poppies (Fernsehserie, 2 Episoden)
- 2014: Fat Tony & Co (Fernsehserie, 9 Episoden)

## Auszeichnungen und Nominierungen
- AFI Award
  - 2004: Nominierung als Beste Nebendarstellerin für ihre Rolle der Bianca in Somersault[2].
- Glug Award
  - 2008: Nominierung als Beste Darstellerin für ihre Rolle in dem Bühnenstück Wrong Turn at Lungfish.
  - 2010: Auszeichnung als Beste Nebendarstellerin für ihre Rolle der Suzie Tyrone in dem Bühnenstück The Ruby Sunrise.